# زبان ایلوکانو
زبان ایلوکانو سومین زبان پرگویشور در کشور فیلیپین و از ریشه زبان‌های آسترونزیایی است.
این زبان، به زبان‌هایی مانند اندونزیایی، مالایی، مائوری، هاوایی، مالاگاسی، ساموایی یا زبان تتومی شباهت و ارتباط دارد.